# Stefano Bizzarri
Stefano Bizzarri (ur. 30 marca 1990 w Seattle) – włoski kierowca wyścigowy.

## Kariera
Bizzarri rozpoczął karierę w wyścigach samochodowych w 2007 roku, od startów we  Włoskiej Formule Renault. Podczas gdy w głównej serii nie był klasyfikowany, w edycji zimowej z dorobkiem 38 punktów uplasował się na 11 pozycji w klasyfikacji generalnej. W późniejszych latach dołączył również do stawki Hiszpańskiej Formuły 3, Włoskiej Formuły 3, Auto GP oraz International GT Open.

## Statystyki
| Sezon | Seria                                  | Zespół        | Wyścigi | Zwycięstwa | PP | NO | Podium | Punkty | Pozycja |
| ----- | -------------------------------------- | ------------- | ------- | ---------- | -- | -- | ------ | ------ | ------- |
| 2007  | Włoska Formuła Renault                 | ITLOOX Racing | 12      | 0          | 0  | 0  | 0      | 0      | NS      |
| 2007  | Włoska Formuła Renault                 | Racing Box    | 12      | 0          | 0  | 0  | 0      | 0      | NS      |
| 2007  | Włoska Formuła Renault (edycja zimowa) | RP Motorsport | 4       | 0          | 0  | 0  | 0      | 38     | 11      |
| 2008  | Włoska Formuła Renault                 | RP Motorsport | 10      | 0          | 0  | 0  | 0      | 19     | 24      |
| 2008  | Hiszpańska Formuła 3                   | RP Motorsport | 8       | 0          | 0  | 0  | 0      | 0      | NS      |
| 2008  | Hiszpańska Formuła 3 Copa de España    | RP Motorsport | 8       | 1          | 0  | 0  | 1      | 3      | 15      |
| 2009  | European F3 Open                       | RP Motorsport | 14      | 1          | 0  | 0  | 6      | 92     | 3       |
| 2010  | Włoska Formuła 3                       | RP Motorsport | 4       | 0          | 0  | 0  | 0      | 0      | NS      |
| 2010  | Auto GP                                | RP Motorsport | 12      | 0          | 0  | 0  | 0      | 0      | 24      |
| 2011  | Auto GP                                | Ombra Racing  | 2       | 0          | 0  | 0  | 0      | 0      | 22      |
| 2011  | International GT Open                  | AF Corse      | 16      | 0          | 0  | 0  | 1      | 110    | 16      |
| 2011  | International GT Open - GTS            | AF Corse      | 16      | 3          | 2  | 1  | 8      | 76     | 5       |
| 2012  | International GT Open                  | AF Corse      | 16      | 0          | 0  | 0  | 1      | 113    | 7       |
| 2012  | International GT Open - GTS            | AF Corse      | 16      | 4          | 0  | 1  | 8      | 85     | 2       |